# New York Intellectuals
New York Intellectuals ("intelectuales de Nueva York" en lengua inglesa) fueron un grupo literario radicado en esa ciudad a mediados del siglo XX. Integraron la teoría literaria con el marxismo. Se caracterizaban por su ideología izquierdista o socialista claramente distanciada del "socialismo realmente existente" o soviético y una firme posición antiestalinista; siendo el punto más común entre ellos la cercanía al trotskismo. Nicholas Lemann les ha descrito como "el Bloomsbury estadounidense" (America's Bloomsbury). Alan M. Wald escribió un estudio sobre el grupo: The New York Intellectuals: The Rise and Decline of the Anti-Stalinist Left from the 1930s to the 1980s (1987).
Entre sus componentes, Irving Kristol, Irving Howe, Seymour Martin Lipset, Leslie Fiedler y Nathan Glazer fueron miembros de la Young People's Socialist League (organización trotskista).
Muchos de estos "intelectuales" se habían formado académicamente en el City College of New York (al que se conocía como "el Harvard del proletariado"), la New York University y la Columbia University en la década de 1930. En las dos décadas siguientes se vincularon a las revistas izquierdistas Partisan Review y Dissent, y la revista izquierdista que terminó por hacerse neo-conservadora Commentary. Algunos, como Kristol, Sidney Hook y Norman Podhoretz, se convirtieron posteriormente en figuras claves en el desarrollo del neoconservadurismo estadounidense (neocon).

## Miembros
Escritores que suelen identificarse con el grupo son:
- Lionel Abel
- Hannah Arendt
- William Barrett
- Daniel Bell[6][7][8]
- Saul Bellow (a pesar de su relación con la ciudad de Chicago)
- Norman Birnbaum
- Elliot E. Cohen
- Midge Decter
- Morris Dickstein[9]
- Leslie Fiedler
- Nathan Glazer
- Clement Greenberg[10]
- Paul Goodman[11]
- Richard Hofstadter
- Sidney Hook[12][13]
- Irving Howe
- Alfred Kazin
- Irving Kristol
- Norman Mailer[14]
- Seymour Martin Lipset
- Mary McCarthy[15][13]
- Dwight Macdonald[10]
- William Phillips
- Norman Podhoretz
- Philip Rahv
- Harold Rosenberg
- Isaac Rosenfeld
- Delmore Schwartz[11]
- Susan Sontag
- Harvey Swados
- Diana Trilling
- Lionel Trilling
- Robert Warshow